# Річки Криму
Територією Кримського півострова протікає 1657 річок, струмків і балок загальною довжиною 5996 км. За оцінкою Гідрометслужби України, станом на 1987 рік, загальні ресурси річкового стоку півострова складали 910 млн м³, у тому числі в гірській частині — 85 %, у степовій частині (рівнинний Крим та Керченський півострів) — 15 %. У водогосподарському балансі Криму внесок річкових вод з урахуванням водосховищ природного стоку становить 9,5 % (станом на 2003 рік).

## Річки степового Криму

### Річки Північного Криму
- Чатирлик
- Кучук-Чатирлик
- Самарчик
- Переможна
- Мирнівка
  - Степова
- Зелена
- Цілинна
- Сиваш

### Басейн Сиваша
Басейн Салгира різко асиметричний. Довжина найдовшої річки Криму дорівнює 204 км. Салгир бере початок на північних схилах Кримських гір і впадає в затоку Азовського моря Сиваш. Річкова система Салгира включає 14 приток першого порядку (впадають безпосередньо в Салгир) загальною довжиною 367,5 км. Площа водозбірного басейну 3750 км², 14 % площі півострова. Середня висота басейну 440 м, але основна його частина розташована нижче 300 м. Основні притоки праві. У нижній течії русло річки Салгир перетинає Північно-Кримський канал, і використовується як відвідний дренажний колектор зі зрошуваних земель.
- Чурук-Су
- Мокрий Індол
- Східний Булганак
- Салгир
  - Біюк-Карасу
    - Сарису
    - Танасу
    - Кучук-Карасу

  - Бурульча
  - Зуя
    - Бештерек

  - Малий Салгир
  - Джума
  - Аян
  -  Ангара
  - Кизилкобінка
- Карасу
- Стальна
- Переможна
  - Степовий

### Річки Керченського півострова
На Керченському півострові 30 основних річок, балок і ярів, загальною довжиною 394,9 км. Водотоки маловодні.
- Кой-Асан
- Алі-Бай
- Самарлі
- Мелек-Чесмі
- Чюрюбаш
- Тобе-Чокрак
- Ічкін-Джілга
- Джеппаров-Берді

## Гірські річки Криму

### Річки північно-західних схилів Кримських гір
- Західний Булганак
- Альма
  - Бойрак
  - Коса
  - Суха Альма
- Кача
  - Чурук-Су
  - Стиля
  - Марта
- Бельбек
  - Коккозка
    - Сари-Узень
      - Чаан-Баїр
      - Аузун-Узень
        - Куру-Узень
        - Йохаган-Су
- Чорна
  - Ай-Тодор
  - Байдар
  - Бага
  - Узунджи

### Річки Південного берега Криму
Річки Південного берега Криму — найкоротші водотоки півострова, це 36 поточків загальною довжиною 293,6 км. Довжини більшості річок не перевищують 10 км. Водотоки беруть початок на південних схилах Головної гряди Кримських гір, характеризуються значними ухилами (172—234 м/км) і впадають у Чорне море. Середні висоти невеликих водозборів (1,6-161 км²) до 900 м. Витоком деяких річок є карстові джерела. Долини річок у верхів'ях вузькі, ущелини, потім вони поступово розширюються, набуваючи в низов'ях трапецевидну форму. Заплави вузькі і є тільки в нижніх течіях. Річища слабкозвивичті, в нижній течії спрямлені й поглиблені, укріплені бетонними плитами.
- Хаста-Баш
- Учан-Су
- Суук-Су
- Камак-Дере (Артек)
- Дерекойка
  - Гува
  - Бал-Алма
- Авунда
- Путамиш
- Аян-Дере
- Ла-Ілля
- Улу-Узень
- Демерджі
- Східний Улу-Узень
- Орта-Узень
- Андус
- Алачук
- Ускут
- Арпат
- Шелен
- Ворон
- Тарак-Таш
- Отуз
- Байбуга
- Джурла (Алака, Сотера)

## Водоспади
- Водоспад Головкінського
- Джур-Джур
- Учан-Су (водоспад)
- Водоспад річки Сотера — водоспад «Гейзер» (див. Сотера)
- Арпатський водоспад
- Джурла
- Водоспад Козирок
- Кучук-Карасинський водоспад — див. річка Кучук-Карасу
- Срібні струмені (водоспад) (Срібний водоспад)
- Суатхан
- Су-Учхан — на річці Кизил-Коба